# Aeschynomene fluitans
Aeschynomene fluitans är en ärtväxtart som beskrevs av Albert Peter. Aeschynomene fluitans ingår i släktet Aeschynomene och familjen ärtväxter. Inga underarter finns listade i Catalogue of Life.